# Jorge V de Georgia
Jorge V conocido como "el Ilustre" o "el Brillante" (Birtsqinvali), fue rey de Georgia desde 1314 hasta 1346. Nació hacia 1285 y era el hijo más joven de Demetrio II de Georgia y de Natalia de Samtskhe.

## Vida
En 1299 antes de ser depuesto el rey David VIII, asoció a su hermano Jorge V. La deposición solo duró unos meses, hasta que el depuesto, que tenía el apoyo popular, volvió a ser reconocido rey para evitar luchas.
David VIII fue depuesto otra vez en 1301, y el Ilkán nombró a un hermano de David VIII, Vakhtang III, como rey. En 1308 el hijo de David ascendió el trono con el nombre de Jorge VI de Georgia bajo la regencia de su tío Jorge. Durante este tiempo David VIII se rebeló, pero murió en 1310. 
En 1313 el hijo de David, Jorge VI, falleció; tras un tiempo de vacilaciones el Ilkán aceptó como rey a Jorge V. Este se mostró fiel a los mongoles, pero también intenta reconstruir su país. En 1318 recibe el acuerdo de los mongoles para unificar Georgia en un único reino. Inmediatamente ocupó Samtskhe (de donde habían sido señores sus abuelos y tíos por línea materna), donde ejerció como mthavar Bèka. También sometió a algunos eristhavi o mthavars que se oponían a la unidad del país o al poder real.
Después recuperó Gori, ocupada por los osetios, que se habían establecido en Shida Kartli. También restauró los señoríos de los valles del Ksani y Liakhvi. Donó a los pueblos de las montañas un código de leyes llamado Dzeglis Deba. En 1330 sometió el reino de Imericia, a cuyo rey Bagrat I donó el mthavar de Chorapan en compensación.
Hacia 1330 estalló la guerra civil entre la Horda de oro y el Ilkanato y Jorge V aprovechó para expulsar a los diez mil soldados mongoles que estaban estacionados en el país. Después se alió con la Horda de oro y con Egipto. Estableció una nueva moneda de plata conocida como giorgauli tetri, que sustituyó a la moneda de plata de los mongoles.
Murió en 1346.

## Matrimonio e hijos
La identidad de su esposa no se conoce. La "Crónica georgiana" del siglo XVIII informa que Jorge V se casó con una hija del emperador griego Miguel Comneno. Sin embargo, la dinastía reinante del Imperio bizantino en el siglo XIV eran los Paleólogos , no los Comnenos. El matrimonio de una hija de Miguel IX Paleólogo y su esposa Rita de Armenia con un gobernante georgiano no está registrado en fuentes bizantinas. Tampoco lo está la existencia de hijas ilegítimas de Miguel IX. Sin embargo, los Comnenos gobernaron en el Imperio de Trebisonda. Un Miguel Comnenos fue Emperador de 1344 a 1349, pero su único hijo atestiguado fue Juan III de Trebisonda; si Juan III tenía hermanos, es desconocido.
La Crónica informa que solo hay un hijo conocido de Jorge V, David IX de Georgia.